# Lista siturilor arheologice din județul Brașov - V
Lista siturilor arheologice din județul Brașov - V conține toate siturile arheologice din județul Brașov înscrise în Repertoriul Arheologic Național (RAN) și aflate în localități al căror nume începe cu litera V. RAN este administrat de Ministerul Culturii și Patrimoniului Național și cuprinde date științifice, cartografice, topografice, imagini și planuri, precum și orice alte informații privitoare la zonele cu potențial arheologic, studiate sau nu, încă existente sau dispărute.
Puteți căuta un sit din localitățile care încep cu litera V folosind formularul de mai jos sau puteți naviga prin toate siturile din județ la Lista siturilor arheologice din județul Brașov.
| Cod RAN                                | Denumire | Localitate                              | Adresă           | Datare                  | Descoperit | Coordonate                                    | Imagine           | Erori            |
| -------------------------------------- | --- | --------------------------------------- | ---------------- | ----------------------- | ---------- | --------------------------------------------- | ----------------- | ---------------- |
| 42389.01.01 (Cod LMI: BV-II-m-A-11847) | Biserica ortodoxă "Adormirea Maicii Domnului" de la Voivodeni / ansamblu Biserica ortodoxă "Adormirea Maicii Domnului" (Categorie: structură de cult/religioasă) (Tip: Biserică) | sat Voivodeni, comuna Voila             | 46               | sec.XIII - XVI          |            |                                               | Încărcați imagine | Raportați eroare |
| 42389.01.02 (Cod LMI: BV-II-m-A-11847) | Biserica ortodoxă "Adormirea Maicii Domnului" de la Voivodeni / ansamblu anonim (Categorie: structură de cult/religioasă) (Tip: necropola)                                       | sat Voivodeni, comuna Voila             | 46               |                         |            |                                               | Încărcați imagine | Raportați eroare |
| 40759.01.01                            | Așezarea neolitică de la Viscri - "La Gorgana" / ansamblu anonim (Categorie: locuire civilă) (Tip: Așezare)                                                                      | sat Viscri, comuna Bunești              | La Gorgana       |                         |            |                                               | Încărcați imagine | Raportați eroare |
| 42192.01.01                            | Probabila așezare neolitică de la Vama Buzăului / ansamblu anonim (Categorie: neprecizată) (Tip: Așezare)                                                                        | sat Vama Buzăului, comuna Vama Buzăului |                  |                         |            |                                               | Încărcați imagine | Raportați eroare |
| 41603.01.01                            | Situl arheologic de la Veneția de Jos - "Podul Fântânilor" / ansamblu anonim (Categorie: locuire civilă) (Tip: Așezare)                                                          | sat Veneția de Jos, comuna Părău        | Podul Fântânilor | Schneckenberg           |            | 45°52′19″N 25°11′49″E / 45.87194°N 25.19691°E | Încărcați imagine | Raportați eroare |
| 41603.01.02                            | Situl arheologic de la Veneția de Jos - "Podul Fântânilor" / ansamblu anonim (Categorie: locuire civilă) (Tip: Așezare)                                                          | sat Veneția de Jos, comuna Părău        | Podul Fântânilor |                         |            | 45°52′19″N 25°11′49″E / 45.87194°N 25.19691°E | Încărcați imagine | Raportați eroare |
| 41603.01.03                            | Situl arheologic de la Veneția de Jos - "Podul Fântânilor" / ansamblu anonim (Categorie: locuire civilă) (Tip: Așezare)                                                          | sat Veneția de Jos, comuna Părău        | Podul Fântânilor | dacică                  |            | 45°52′19″N 25°11′49″E / 45.87194°N 25.19691°E | Încărcați imagine | Raportați eroare |
| 41603.02.01                            | Așezarea Wietenberg de la Veneția deJos / ansamblu anonim (Categorie: locuire civilă) (Tip: Așezare)                                                                             | sat Veneția de Jos, comuna Părău        |                  | Wietenberg              |            |                                               | Încărcați imagine | Raportați eroare |
| 41612.01.01                            | Așezarea Schneckenberg de la Veneția de Sus / ansamblu anonim (Categorie: locuire civilă) (Tip: Așezare)                                                                         | sat Veneția de Sus, comuna Părău        |                  | Schneckenberg           |            |                                               | Încărcați imagine | Raportați eroare |
| 40759.02.01                            | Depozitul de bronzuri de la Viscri / ansamblu anonim (Categorie: depozit/tezaur) (Tip: Depozit)                                                                                  | sat Viscri, comuna Bunești              |                  |                         |            |                                               | Încărcați imagine | Raportați eroare |
| 40759.03.01                            | Situl arheologic de la Viscri-Pârâul Morilor / ansamblu anonim (Categorie: locuire civilă) (Tip: Așezare)                                                                        | sat Viscri, comuna Bunești              | Pârâul Morilor   | Wietenberg              |            |                                               | Încărcați imagine | Raportați eroare |
| 40759.03.03                            | Situl arheologic de la Viscri-Pârâul Morilor / ansamblu anonim (Categorie: locuire civilă) (Tip: Așezare)                                                                        | sat Viscri, comuna Bunești              | Pârâul Morilor   |                         |            |                                               | Încărcați imagine | Raportați eroare |
| 40759.03.02                            | Situl arheologic de la Viscri-Pârâul Morilor / ansamblu anonim (Categorie: locuire civilă) (Tip: Așezare)                                                                        | sat Viscri, comuna Bunești              | Pârâul Morilor   |                         |            |                                               | Încărcați imagine | Raportați eroare |
| 40759.04.01                            | Situl arheologic de la Viscri - "Dealul Țiganilor" / ansamblu anonim (Categorie: locuire civilă) (Tip: Așezare)                                                                  | sat Viscri, comuna Bunești              | Dealul Țiganilor |                         |            |                                               | Încărcați imagine | Raportați eroare |
| 40759.04.02                            | Situl arheologic de la Viscri - "Dealul Țiganilor" / ansamblu anonim (Categorie: locuire civilă) (Tip: Așezare)                                                                  | sat Viscri, comuna Bunești              | Dealul Țiganilor |                         |            |                                               | Încărcați imagine | Raportați eroare |
| 40759.04.03                            | Situl arheologic de la Viscri - "Dealul Țiganilor" / ansamblu anonim (Categorie: locuire civilă) (Tip: Așezare)                                                                  | sat Viscri, comuna Bunești              | Dealul Țiganilor |                         |            |                                               | Încărcați imagine | Raportați eroare |
| 42316.01                               | Situl arheologic de la Voila - "La Brad" (Categorie: locuire civilă) (Tip: așezare)                                                                                              | sat Voila, comuna Voila                 | La Brad          | sec IV-III a Chr        |            | 45°48′46″N 24°49′47″E / 45.81278°N 24.82985°E | Încărcați imagine | Raportați eroare |
| 42316.01.01                            | Situl arheologic de la Voila - "La Brad" / ansamblu anonim (Categorie: locuire civilă) (Tip: Așezare)                                                                            | sat Voila, comuna Voila                 | La Brad          | Wietenberg              |            | 45°48′46″N 24°49′47″E / 45.81278°N 24.82985°E | Încărcați imagine | Raportați eroare |
| 42316.01.02                            | Situl arheologic de la Voila - "La Brad" / ansamblu anonim (Categorie: locuire civilă) (Tip: Așezare)                                                                            | sat Voila, comuna Voila                 | La Brad          | dacică sec IV-III a Chr |            | 45°48′46″N 24°49′47″E / 45.81278°N 24.82985°E | Încărcați imagine | Raportați eroare |
| 42405.01                               | Așezarea Schneckenberg de la Vulcan (Categorie: locuire civilă) (Tip: așezare)                                                                                                   | sat Vulcan, comuna Vulcan               |                  |                         |            |                                               | Încărcați imagine | Raportați eroare |
| 42405.01.01                            | Așezarea Schneckenberg de la Vulcan / ansamblu anonim (Categorie: locuire civilă) (Tip: Așezare)                                                                                 | sat Vulcan, comuna Vulcan               |                  | Schneckenberg           |            |                                               | Încărcați imagine | Raportați eroare |
| 41337.01.01                            | Așezarea hallstattiană de la Văleni- Dealul Cetății / ansamblu anonim (Categorie: locuire civilă) (Tip: Așezare)                                                                 | sat Văleni, comuna Jibert               | Dealul Cetății   |                         |            |                                               | Încărcați imagine | Raportați eroare |
| 40759.05.01                            | Posibila așezarea de la Viscri- Dealul Capului / ansamblu anonim (Categorie: locuire civilă) (Tip: Așezare)                                                                      | sat Viscri, comuna Bunești              | Dealul Capului   |                         |            |                                               | Încărcați imagine | Raportați eroare |
| 42316.02.01                            | Descoperirea funerară de la Voila - "În Unghi" / ansamblu anonim (Categorie: descoperire funerară) (Tip: Mormânt)                                                                | sat Voila, comuna Voila                 | În Unghi         |                         |            |                                               | Încărcați imagine | Raportați eroare |
| 41603.03                               | Monedă romană la Veneția de Jos (Categorie: descoperire izolată) (Tip: obiect izolat)                                                                                            | sat Veneția de Jos, comuna Părău        |                  | sec. II-III p. Chr.     |            |                                               | Încărcați imagine | Raportați eroare |
| 40759.06.01                            | Mormântul tumular roman de la Viscri / ansamblu anonim (Categorie: descoperire funerară) (Tip: Mormânt de incinerație)                                                           | sat Viscri, comuna Bunești              |                  |                         |            |                                               | Încărcați imagine | Raportați eroare |
| 40759.06.01                            | Mormântul tumular roman de la Viscri / complex mormânt tumular (Categorie: descoperire funerară) (Tip: mormânt de incinerație în urnă)                                           | sat Viscri, comuna Bunești              |                  |                         |            |                                               | Încărcați imagine | Raportați eroare |
| 42316.03.01                            | Situl arheologic de la Voila / ansamblu anonim (Categorie: locuire civilă) (Tip: Așezare)                                                                                        | sat Voila, comuna Voila                 |                  |                         |            |                                               | Încărcați imagine | Raportați eroare |
| 42316.03.02                            | Situl arheologic de la Voila / ansamblu anonim (Categorie: locuire civilă) (Tip: Monetărie)                                                                                      | sat Voila, comuna Voila                 |                  |                         |            |                                               | Încărcați imagine | Raportați eroare |
| 40759.07.01                            | Așezarea neo-eneolitică de la Viscri - "La Poiană" / ansamblu anonim (Categorie: locuire civilă) (Tip: Așezare)                                                                  | sat Viscri, comuna Bunești              | La Poiană        |                         |            |                                               | Încărcați imagine | Raportați eroare |
| 42316.04.01                            | Situl arheologic la Voila - "În Șes" / ansamblu anonim (Categorie: locuire civilă) (Tip: Așezare)                                                                                | sat Voila, comuna Voila                 | În Șes           |                         |            |                                               | Încărcați imagine | Raportați eroare |
| 42316.04.02                            | Situl arheologic la Voila - "În Șes" / ansamblu anonim (Categorie: locuire civilă) (Tip: Așezare)                                                                                | sat Voila, comuna Voila                 | În Șes           | sec. III - IV           |            |                                               | Încărcați imagine | Raportați eroare |
| 40759.10.01                            | Așezarea rurală medievală de la Viscri / ansamblu anonim (Categorie: locuire civilă) (Tip: Așezare rurală)                                                                       | sat Viscri, comuna Bunești              |                  | sec. XVI - XIX          |            |                                               | Încărcați imagine | Raportați eroare |